# 物部八坂
物部 八坂（もののべ の やさか）は、飛鳥時代の人物。姓はなし。

## 記録
物部氏の一族ではあるが、姓が存在しないため、身分の低かったことが推定される。
『日本書紀』巻第二十一によると、用明天皇2年（587年）、用明天皇の遺詔により、仏教に帰依する旨が群臣に伝えられた。これに反仏教派の同族である物部守屋と中臣勝海は反発したが、押坂部史毛屎（おしさかべ の ふひと けくそ）の伝言により、守屋は河内国の阿都（現在の大阪府八尾市跡部）へ退いた。そして、蘇我馬子への使者として、物部八坂、大市造小坂（おおち の みやつこ おさか）、漆部造兄（ぬりべ の みやつこ あに）を派遣し、「自分を陥れようと謀っている群臣たちがいるので、ここに退いているのである」と伝えた。
これを聞いた馬子は、
用明天皇が崩御されたのは、物部氏と蘇我氏が互いに警戒し合っている間の4月9日のことであった。